# Lago de Caicedo-Yuso
El lago de Caicedo Yuso es el lago natural más importante del País Vasco, situado en las inmediaciones de los concejos de Caicedo de Yuso al sur y Arreo, más cercano, al norte, en el sur de la provincia de Álava y a escasos kilómetros del río Ebro, en el entorno de la ciudad de Miranda de Ebro.

## Dimensiones
La extensión del lago es importante pero discreta (6,5 hectáreas), pero su profundidad de alrededor de 25 metros en su punto central y su caudal de agua, importante durante todo el año gracias al aporte de varios acuíferos, lo hacen destacable. Su lado más largo suele estar entre los 300 y los 400 metros.

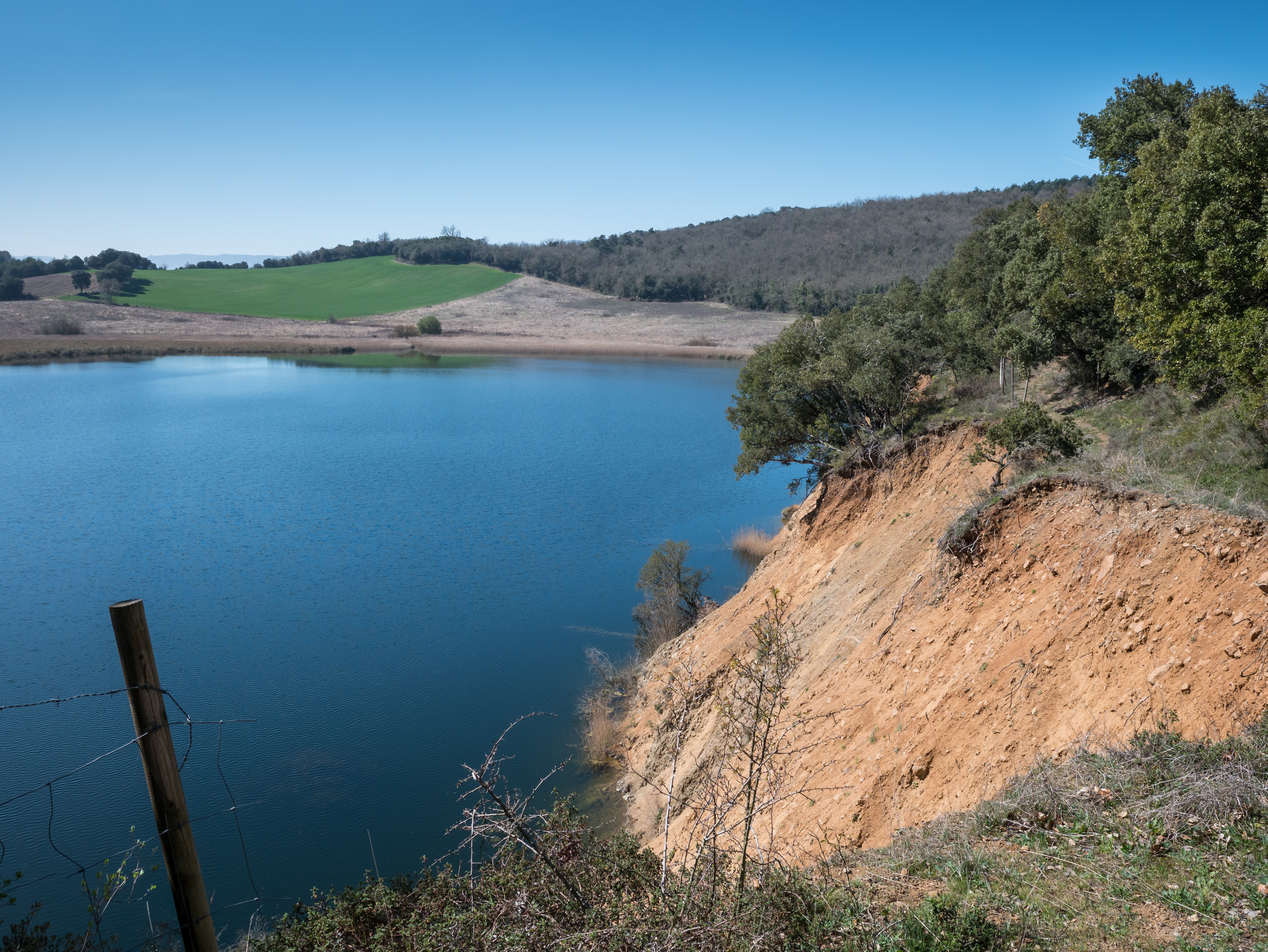
Vista cercana del lago de Arreo

Este recurso lacustre ha sido estudiado por diferentes universidades y organismos nacionales e internacionales como una importante fuente científica para conocer datos de climatología y vegetación a lo largo de la historia.

## Flora y fauna
El lago convive en un entorno mixto entre zona de plantación de cereales y bosque mediterráneo de encina y quejigo. Respecto a las plantas que habitan en su interior, junto a varias especies de algas que residen en su fondo, en el lago también vive la utricularia, una planta carnívora.
Entre otras especies de aves que lo visitan se encuentran la focha común, la agachadiza común, el porrón europeo y el escribano palustre.
En cuanto a los peces existentes en sus aguas, un estudio realizado por la Agencia Vasca del Agua en el año 2009 puso de manifiesto la existencia de cuatro especies, una de ellas autóctona (tenca común) y tres alóctonas: carpa común, pez sol y perca americana.

## Monumentos
A un centenar de metros del lago se encuentra la ermita de la Virgen del Lago, que celebra una romería anual a la que se acercan habitantes de todos los pueblos de la zona.

## Otros hallazgos
En 2016 salió a la luz el hallazgo de restos de una aldea alto-medieval pegada al lago y que parece corresponder al antiguo pueblo documentado como Lacus en su cercanía.

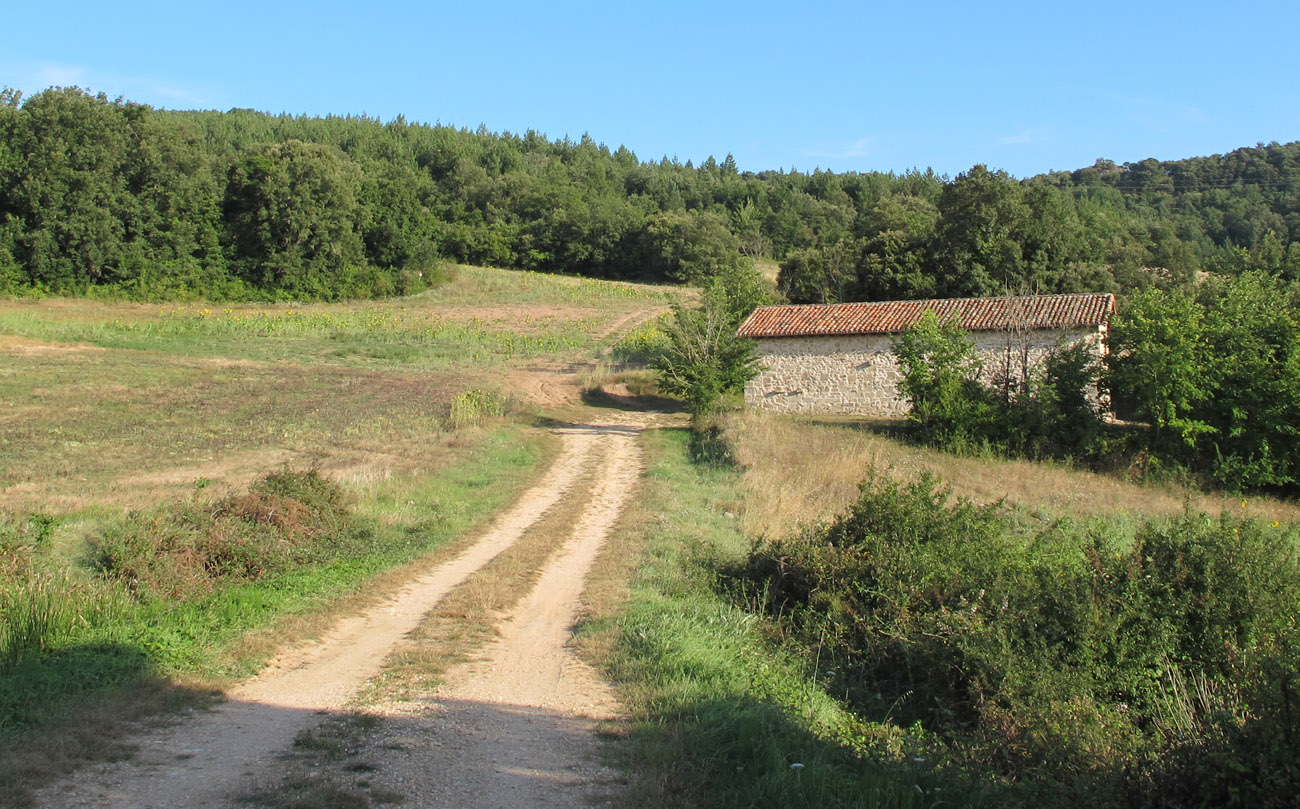
Ermita de la Virgen del lago de Arreo
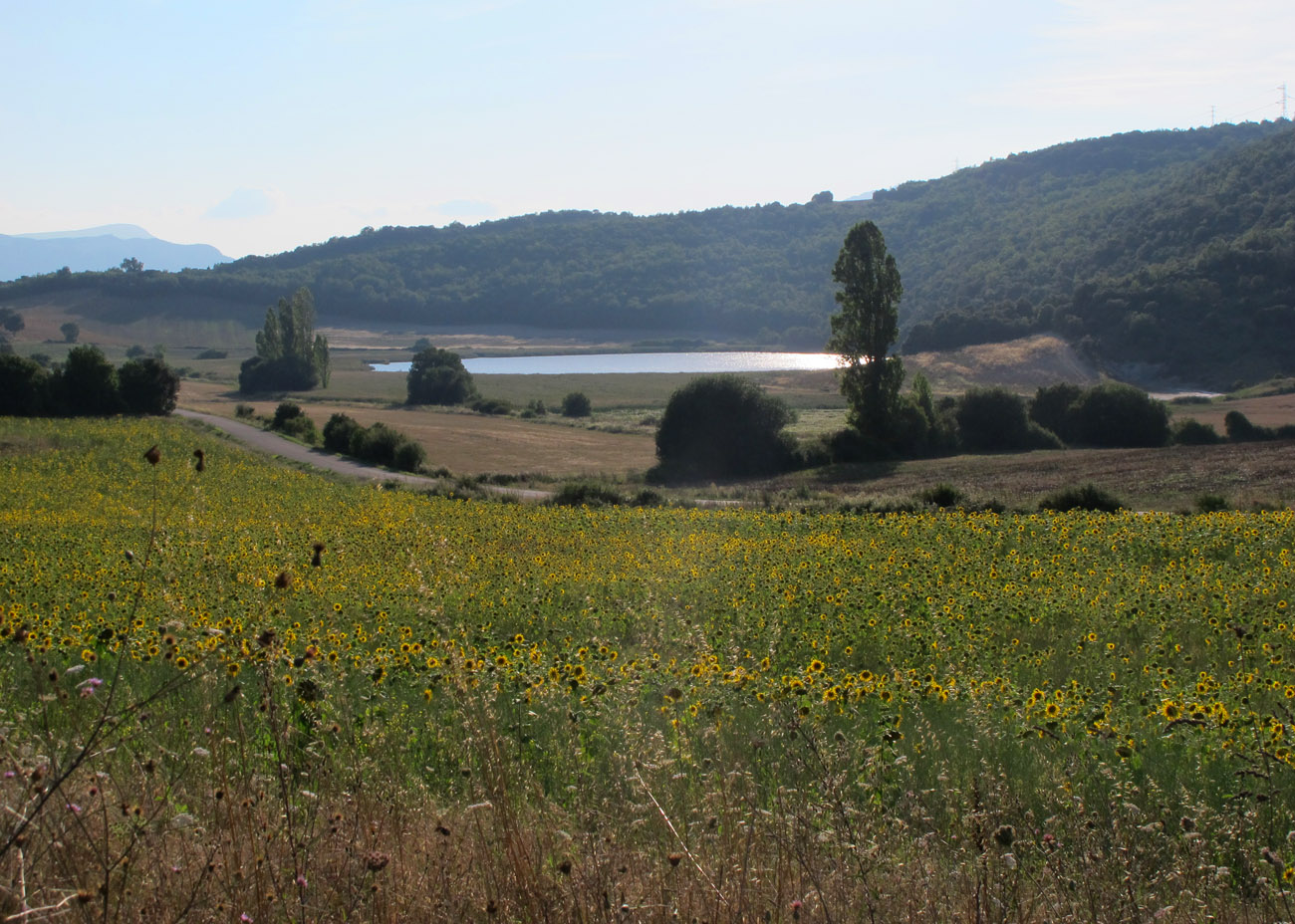
Vista del lago desde la ermita
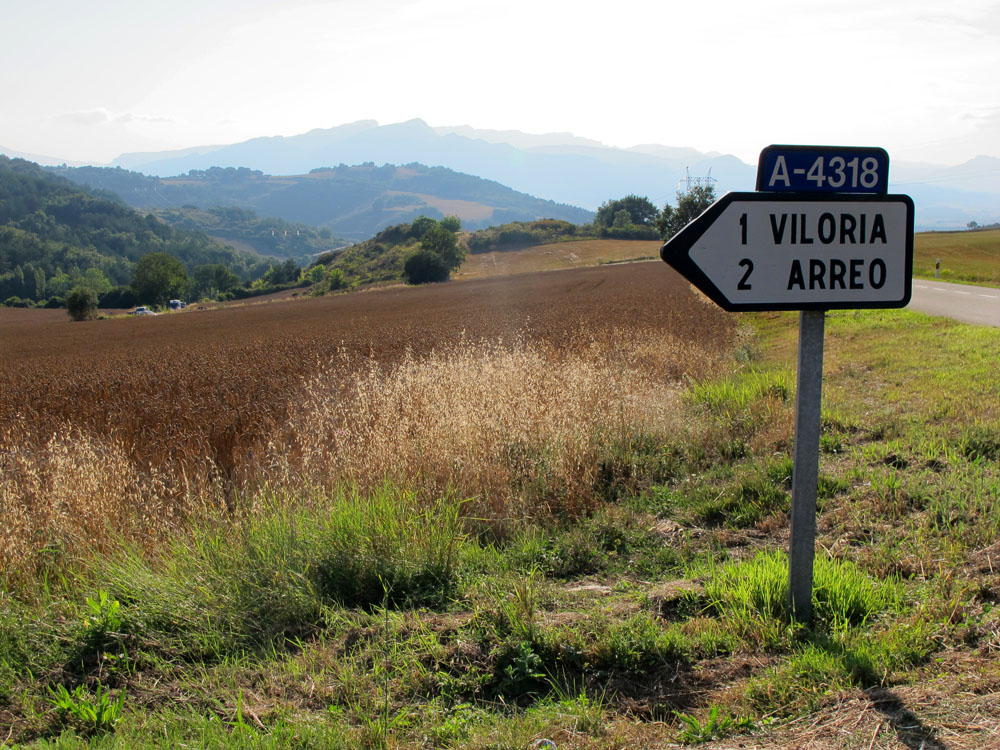
Cartel indicativo de carretera en dirección al pueblo y lago de Arreo